# Владимир Спасович
Владимир Спасович (рус. Влади́мир Дани́лович Спасо́вич, пољ. Włodzimierz Spasowicz; 1829 — 1906) био је пољско-руски адвокат често проглашаван најсјајнијим браниоцем Руске Империје.

## Биографија
Рођен је 1829. у Речици. Похађао је школу у Минску и студирао право на Санктпетербуршком државном универзитету, где је касније постао професор. Када је влада 1861. године прогонила неке од његових ученика, Спасович је у знак протеста дао оставку на професорску функцију. Две године касније, његов уџбеник из кривичног права је забрањен.
После правосудне реформе Александра II постао је водећи адвокат суђења. Учествовао је у многим сензационалним политичким суђењима 1860-их и 1870-их. Бранилац Фјодора Достојевског из Браћа Карамазови, био је заснован на Спасовичу.
Спасович је био један од оних који су покушали да споје Русију и Пољску. У Санкт Петербургу је основао новине на пољском језику Kraj и заговарао концепт пољске културне аутономије у варшавском часопису Atheneum.
Као историчар књижевности, Спасович је написао неколико чланака о књижевним везама између Русије и Пољске, као и сажет приказ пољске књижевности.
Преминуо је 1906. у Варшави, Руској Империји.